# Kelmės FK
 Der er for få eller ingen kildehenvisninger i denne artikel, hvilket er et problem. Du kan hjælpe ved at angive troværdige kilder til de påstande, som fremføres i artiklen.

Kelmės futbolo klubas er en litauisk fodboldklub fra Kelmė. Klubben har hjemmebane på Kelmės central stadion med en kapacitet på 1.000.[kilde mangler]

## Historie
Klubben blev stiftet i 2006.[kilde mangler]

### Historiske navne
- 2006—2008	Kelmės VJSM
- 2008—2009	Kelmės FK-VJSM
- 2010—2012	FK Kaslita Kelmė
- 2013—2017	FK Kražantė Kelmė
- 2017—2018	FK Kražantė–Kelmės FK-VJSM
- 2019—nu	FK Kražantė

## Historiske slutplaceringer

### siden 2006
| Sæson | Niveau | Liga                   | Placering | Kilde(r) | Info        |
| ----- | ------ | ---------------------- | --------- | -------- | ----------- |
| 2006. | 4.     | Trečia lyga (Šiauliai) | 3.        |          |             |
| 2007. | 4.     | Trečia lyga (Šiauliai) |           |          |             |
| 2008. | 4.     | Trečia lyga (Šiauliai) | 8.        |          |             |
| 2009. | 4.     | Trečia lyga (Šiauliai) | 11.       |          |             |
| 2010. | 4.     | Trečia lyga (Šiauliai) | 6.        |          |             |
| 2011. | 3.     | Antra lyga (Vakarai)   | 8.        |          |             |
| 2012. | 3.     | Antra lyga (Vakarai)   | 10.       |          |             |
| 2013. | 4.     | Trečia lyga (Šiauliai) | 3.        |          |             |
| 2014. | 3.     | Antra lyga (Vakarai)   | 5.        |          | Pirma lyga  |
| 2015. | 2.     | Pirma lyga             | 13.       | [ 1 ]    |             |
| 2016. | 2.     | Pirma lyga             | 13.       | [ 2 ]    | Trečia lyga |
| 2017. | 4.     | Trečia lyga (Šiauliai) | 9.        |          |             |
| 2018. | 4.     | Trečia lyga (Šiauliai) | 7.        |          |             |
| 2019. | 3.     | Antra lyga (Vakarai)   | 9.        | [ 3 ]    |             |
| 2020. | 4.     | Trečia lyga (Šiauliai) | 2.        |          |             |
| 2021. | 4.     | Trečia lyga (Šiauliai) | 8.        |          |             |

## Klub farver
| KELMĖS FK | KELMĖS FK |

## Trænere
- Rytis Tavoras (2015-16);